# Irish American Football League 2005
La Irish American Football League 2005 è stata la 22ª edizione del campionato irlandese di football americano di primo livello, organizzato dalla IAFL.

## Squadre partecipanti
| Club                  | Città         | Stadio | Sponsor ufficiale | Risultato nella stagione 2004 |
| --------------------- | ------------- | ------ | ----------------- | ----------------------------- |
| Belfast Bulls         | Belfast       |        |                   |                               |
| Carrickfergus Knights | Carrickfergus |        |                   |                               |
| Cork Admirals         | Cork          |        |                   |                               |
| Dublin Rebels         | Dublino       |        |                   |                               |
| Dublin Dragons        | Dublino       |        |                   |                               |
| UL Vikings            | Limerick      |        |                   |                               |

## Stagione regolare

### Calendario

#### 1ª giornata
| 20 febbraio 2005 | UL Vikings | 0 – 30 | Dublin Rebels |  |

#### 2ª giornata
| 6 marzo 2005 | Belfast Bulls | 16 – 8 | UL Vikings |  |

#### 3ª giornata
| 13 marzo 2005 | Belfast Bulls | 22 – 14 | Dublin Rebels |  |

| 13 marzo 2005 | UL Vikings | 26 – 22 | Cork Admirals |  |

#### 4ª giornata
| 20 marzo 2005 | Dublin Dragons | 0 – 28 | UL Vikings |  |

#### 5ª giornata
| 3 aprile 2005 | Cork Admirals | 22 – 46 | Carrickfergus Knights |  |

| 3 aprile 2005 | UL Vikings | 20 – 0 | Dublin Dragons |  |

#### 6ª giornata
| 10 aprile 2005 | UL Vikings | 0 – 14 | Belfast Bulls |  |

#### 7ª giornata
| 17 aprile 2005 | Dublin Rebels | 8 – 8 | Carrickfergus Knights |  |

#### 8ª giornata
| 24 aprile 2005 | Dublin Dragons | 0 – 23 | Belfast Bulls |  |

| 24 aprile 2005 | Carrickfergus Knights | 54 – 14 | UL Vikings |  |

#### 9ª giornata
| 22 maggio 2005 | Carrickfergus Knights | 0 – 30 | Belfast Bulls |  |

| 22 maggio 2005 | Dublin Rebels | 34 – 20 | Cork Admirals |  |

#### 10ª giornata
| 29 maggio 2005 | Dublin Rebels | 50 – 0 | Dublin Dragons |  |

#### 11ª giornata
| 5 giugno 2005 | Belfast Bulls | 20 – 0 | Cork Admirals |  |

#### 12ª giornata
| 12 giugno 2005 | Carrickfergus Knights | 32 – 20 | Dublin Rebels |  |

#### 13ª giornata
| 19 giugno 2005 | Dublin Dragons | 0 – 6 | Cork Admirals |  |

#### 14ª giornata
| 3 luglio 2005 | Belfast Bulls | 19 – 8 | Carrickfergus Knights |  |

#### 15ª giornata
| 10 luglio 2005 | Dublin Dragons | 8 – 52 | Dublin Rebels |  |

#### 16ª giornata
| 17 luglio 2005 | Cork Admirals | 54 – 0 | Dublin Dragons |  |

#### 17ª giornata
| 24 luglio 2005 | Dublin Rebels | 26 – 0 | Belfast Bulls |  |

| 24 luglio 2005 | Cork Admirals | 12 – 62 | Carrickfergus Knights |  |

#### 18ª giornata
| 31 luglio 2005 | Carrickfergus Knights | 68 – 0 | Dublin Dragons |  |

| 31 luglio 2005 | Cork Admirals | 38 – 0 | UL Vikings |  |

### Classifica
La classifica della regular season è la seguente.
- PCT = percentuale di vittorie, G = partite giocate, V = partite vinte,  P = partite perse, PF = punti fatti, PS = punti subiti

| Pos. | Squadra               | PCT  | G | V | N | P | PF  | PS  |
| ---- | --------------------- | ---- | - | - | - | - | --- | --- |
| 1    | Belfast Bulls         | .875 | 8 | 7 | 0 | 1 | 144 | 56  |
| 2    | Dublin Rebels         | .688 | 8 | 5 | 1 | 2 | 234 | 90  |
| 3    | Carrickfergus Knights | .688 | 8 | 5 | 1 | 2 | 291 | 114 |
| 4    | Cork Admirals         | .625 | 8 | 5 | 0 | 3 | 174 | 188 |
| 5    | UL Vikings            | .375 | 8 | 3 | 0 | 5 | 96  | 174 |
| 6    | Dublin Dragons        | .000 | 8 | 0 | 0 | 8 | 8   | 301 |

## Playoff

### Tabellone
|  | Semifinali | Semifinali            | Semifinali |               |    | XIX Shamrock Bowl | XIX Shamrock Bowl | XIX Shamrock Bowl |  |
|  |            |                       |            |               |    |                   |                   |                   |  |
|  | 1          | Belfast Bulls         | 31         |               |    |                   |                   |                   |  |
|  | 1          | Belfast Bulls         | 31         |               |    |                   |                   |                   |  |
|  | 4          | Cork Admirals         | 0          |               |    |                   |                   |                   |  |
|  | 4          | Cork Admirals         | 0          |               | 1  | Belfast Bulls     | 19                |                   |  |
|  |            |                       |            |               | 1  | Belfast Bulls     | 19                |                   |  |
|  |            |                       | 2          | Dublin Rebels | 26 |                   |                   |                   |  |
|  | 2          | Dublin Rebels         | 2          | Dublin Rebels | 26 | 26                |                   |                   |  |
|  | 2          | Dublin Rebels         |            |               |    |                   |                   |                   |  |
|  | 3          | Carrickfergus Knights | 20         |               |    |                   |                   |                   |  |

### Semifinali
| 14 agosto 2005 | Belfast Bulls | 31 – 0 | Cork Admirals |  |

| 14 agosto 2005 | Dublin Rebels | 26 – 20 | Carrickfergus Knights |  |

### XIX Shamrock Bowl
| Belfast 28 agosto 2005 | Belfast Bulls | 19 – 26 | Dublin Rebels | Grafton Arena |

## Verdetti
- Dublin Rebels Campioni dell'Irlanda 2005